# Król pasterz (KV 208)
Król pasterz (KV 208) – Il rè pastore - opera w 2 aktach z muzyką Wolfganga Amadeusa Mozarta do libretta Giambattisty Varesco będącego adaptacją Aminty Torquato Tasso.

## Okoliczności powstania
Mozart skomponował operę w marcu i kwietniu 1775 roku w Salzburgu, na zamówienie arcybiskupa Hieronima Colloredo. Premiera miała miejsce 23 kwietnia 1775 w Teatrze Dworskim w Salzburgu, z okazji wizyty w arcyksięcia Maksymiliana Franciszka, który zatrzymał się w tym mieście w czasie podróży z Włoch do Wiednia.

## Osoby
- Aleksander, Król Macedonii (tenor)
- Aminta, pasterz (sopran)
- Eliza, fenicka pasterka (sopran)
- Tamiri, córka zdetronizowanego despoty Stratone (sopran)
- Agenor, szlachcic sydoński (tenor)

## Treść
Akcja toczy się w starożytnej Macedonii za panowania króla Aleksandra III.